# Diadelia nitidipennis
Diadelia nitidipennis är en skalbaggsart som beskrevs av Stefan von Breuning 1966. Diadelia nitidipennis ingår i släktet Diadelia och familjen långhorningar.
Artens utbredningsområde är Madagaskar. Inga underarter finns listade i Catalogue of Life.